# Julian Lisiecki

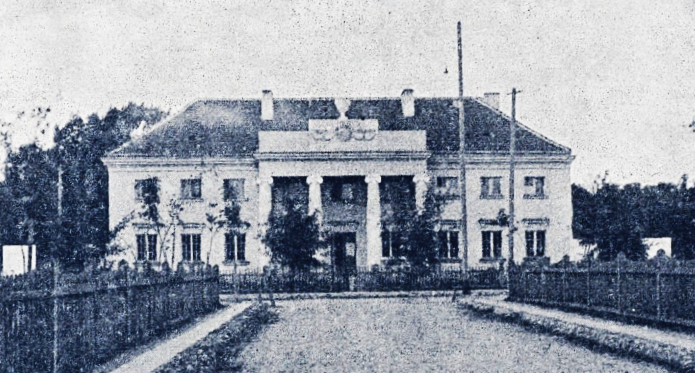
Kasyno urzędnicze w Brześciu nad Bugiem, 1924

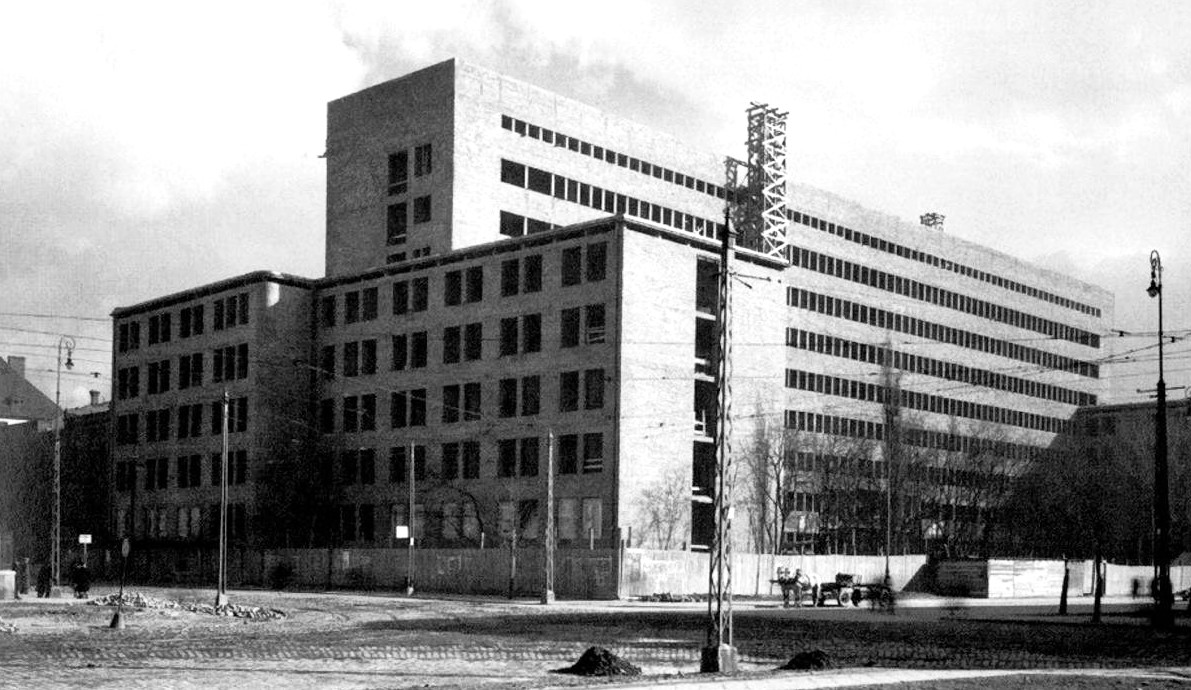
Szpital Wojskowy im. Józefa Piłsudskiego w budowie, Warszawa ok. 1939

Julian Lisiecki (ur. 28 stycznia 1881 w Aleksandrowie Kujawskim, zm. 1944 w Żyrardowie) – polski inżynier architekt.

## Życiorys
Był synem Mateusza i Praksedy z d. Kościelskiej.
Ukończył Gimnazjum Wojciecha Górskiego w Warszawie. Następnie studiował na Wydziale Architektury Politechniki w Karlsruhe. W 1904 otrzymał dyplom architekta.
W 1920 ochotniczo wstąpił do Wojska Polskiego. Uczestniczył w wojnie polsko-bolszewickiej. Następnie został inspektorem w Departamencie Budownictwa Ministerstwa Spraw Wojskowych. Później podjął samodzielną działalność architektoniczno-budowalaną. Otworzył własne biuro projektowe. 1922 wszedł w skład komitetu założycielskiego pisma branżowego „Architektura i Budownictwo”.
Był członkiem warszawskiego Koła Architektów. Następnie przystąpił do Stowarzyszenie Architektów Rzeczypospolitej Polskiej (SARP), z ramienia którego wielokrotnie zasiadał w składach sędziowskich konkursów architektonicznych. Ponadto pełnił funkcję członka zarządu Towarzystwa Opieki nad Zabytkami Przeszłości w Warszawie. Został odznaczony Złotym Krzyżem Zasługi.
Podczas okupacji niemieckiej Polski przebywał w Żyrardowie. Nadzorował budowy obiektów fabrycznych. Zginął tam jesienią 1944 w czasie bombardowania miasta.

### Małżeństwo
12 listopada 1904 poślubił Jadwigę Tuszkównę.

## Dokonania
- Rozbudowa kościoła św. Stanisława w Chlewiskach (lata 20.)
- Budynki (większość) w kolonii urzędniczej w Brześciu nad Bugiem (od 1924)[3]
- Kasyno urzędnicze w kolonii urzędniczej w Brześciu nad Bugiem (1924)[3]
- Kościół Najświętszej Maryi Panny Królowej Świata w Zatorach (1924–1926) – współautor: Łukasz Wolski
- Budynek mieszkalny dla oficerów Korpusu Ochrony Pogranicza w Mołodecznie (1925)[4]
- Gmach Samodzielnego Referatu Technicznego Wojska Polskiego w Warszawie przy ul. Wawelskiej 9 (1933)[5]
- Szpital Wojskowy im. Józefa Piłsudskiego w Warszawie u zbiegu ul. Nowowiejskiej i al. Niepodległości (1936) – współautor: Janusz Krauss

### Konkursy
- Powiększenie gmachu Stowarzyszenia Techników Polskich w Warszawie przy ul. Włodzimierskiej (1913) – I nagroda
- Projekt domu handlowego w Łodzi (1926) – współautor: Witold Czeczott (II nagroda)
- Projekt Domu Ludowego w Łodzi (1926) – współautor: Witold Czeczott (IV nagroda równorzędna)
- Projekt szkicowy budynku mieszkalnego dla oficerów w Warszawie przy zbiegu ulic Nowowiejskiej i Suchej (obecna ul. Ludwika Krzywickiego) (1932) (IV nagroda równorzędna)
- Projekt gmachu Urzędu Celnego w Gdyni (1934) – współautor Janusz Krauss (VI nagroda)
- Projekt szkicowy okręgowego szpitala wojskowego w Łodzi (1934) – współautor: Janusz Krauss (zakup)
- SARP nr 78 – Projekt Sanatorium Miejskiego w Skotnikach dla chorych na płuca (1936) – współautor: Janusz Krauss (II nagroda)

## Odznaczenia
- Złoty Krzyż Zasługi